# مکاشفه (مذهب)

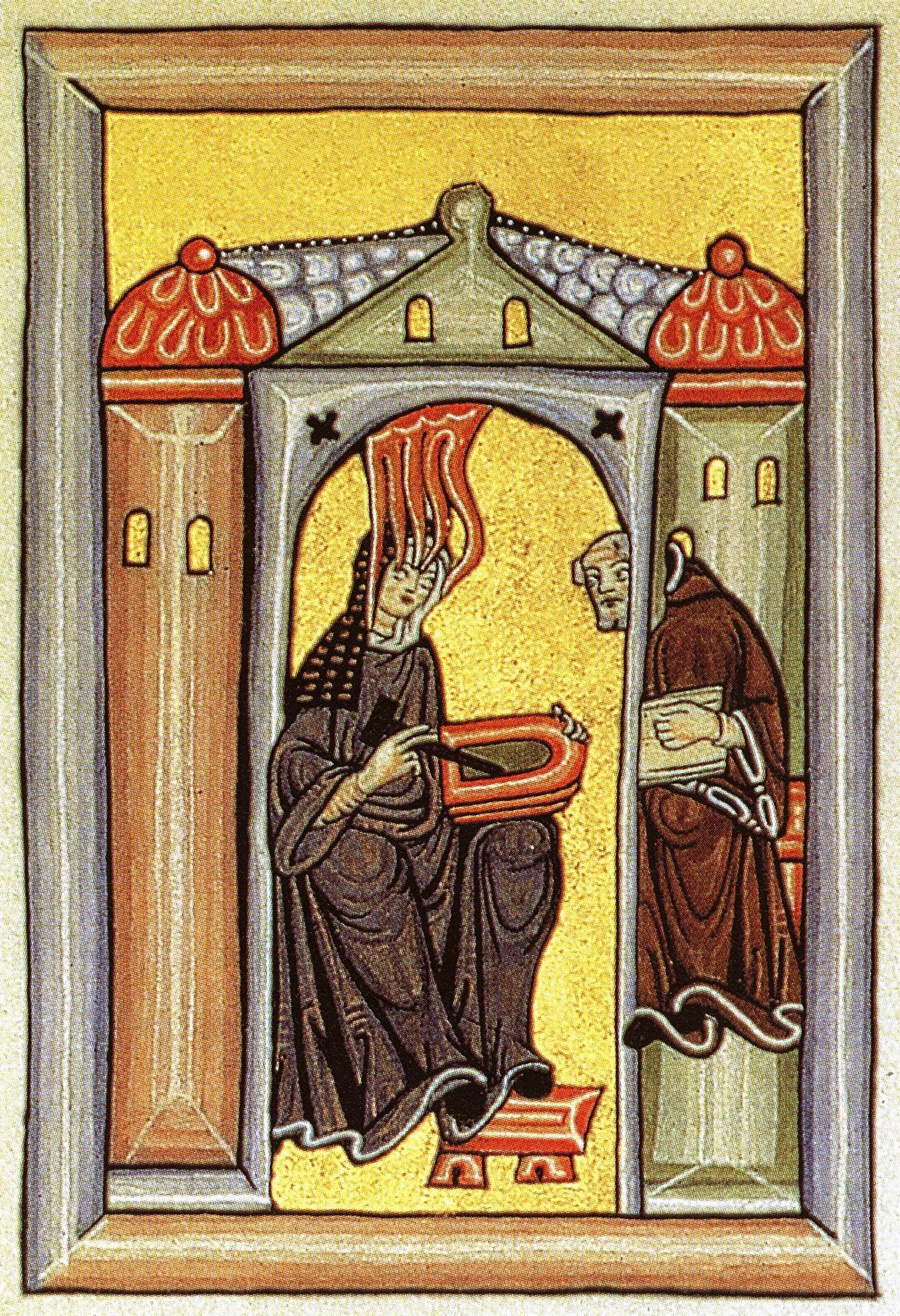
«اشراق» اثری از لیبر سیویالس، که فرد حکیمی به نام هیلدگارد بینگنی را در حالت مکاشفه به تصویر کشیده است. او در حالی که مشغول دیدن رویایی است، مطالب دریافت شده را به کاتب خود دیکته می‌کند و روی یک لوح مومی هم همزمان طرح می‌کشد.

مکاشفه یا مکاشفه الهی، در نگاه دین و الهیات، به آشکار شدن یا پدیدار شدن شکلی از حقیقت یا نوعی از دانش به روی فرد اطلاق می‌شود. این نوع از دریافت اطلاعات در نوع بشر، به شکل کسب مستقیم و بی‌واسطه دانش و حقایق است که از طریق ارتباط با یک مقام الهی یا سایر موجودات فراطبیعی حاصل می‌شود.

## انواع

### مکاشفه فردی
توماس آکویناس (معروف به حکیم آسمانی، فیلسوف ایتالیایی و متأَلِّه مسیحی) به دو نوع مکاشفه فردی از جانب خداوند اعتقاد داشت، «مکاشفه عام» و «مکاشفه خاص». در اینجا تصور می‌شود که مکاشفه و وحی مفهومی یکسان دارند. در «مکاشفه عام»، خداوند خود را از طریق خلقت خود آشکار می‌کند، به گونه‌ای که حداقل برخی از حقایق در مورد خداوند را می‌توان با مطالعه تجربی طبیعت، فیزیک، کیهان و غیره آموخت. «مکاشفه خاص» عبارت است از شناخت خداوند و سِیر در عالم معنا به طور مستقیم توسط بنیان وجودی فرد. در «مکاشفه خاص»، یک اتفاق فراطبیعی برای فرد رخ می‌دهد و راهی خارج از قوانین عادی جهان، برای او باز می‌شود. در «مکاشفه خاص» ممکن است اتفاقات ویژه‌ای چون نزول کتاب آسمانی بر فرد یا انجام معجزات توسط فرد، رخ بدهد. «مکاشفه خاص» به نوعی مکاشفه‌ای مستقیم و بی‌واسطه است و ارتباطی معنادار از جانب خداوند یا یک نیروی والاتر با یک شخص خاص برقرار می‌شود تا تبادل اطلاعات صورت گیرد.
اگرچه می‌توان آگاهی از وجود خداوند و برخی از صفات او را از طریق «مکاشفه عام» استخراج کرد، اما برخی از خصوصیات خداوند را تنها از طریق «مکاشفه خاص» می‌توان شناخت. توماس آکویناس معتقد بود که نمونه بارز یک «مکاشفه خاص»، مکاشفه خداوند در عیسی بوده است. پایه‌های اصلی الهیات دین مسیحیت، مانند تثلیث و حلول، و آموزه‌های کلیسا و کتاب مقدس مسیحیان انجیل، همگی از ثمرات «مکاشفه خاص» عیسی با خداوند بوده‌اند و اگر عیسی آن‌ها را مطرح نمی‌کرد، ممکن بود هیچ راه دیگری برای شناخت و درک این موضوعات وجود نداشته باشد. آموزه‌های محمد پیامبر اسلام نیز، ماهیتی اینگونه دارند. کتاب مقدس مسلمانان قرآن، نتیجه «مکاشفه خاص» خداوند در محمد بوده که منجر به پیدایش آخرین دین آسمانی، اسلام، شده است. «مکاشفه خاص» و «مکاشفه عام» در ذات خودشان، ماهیتی مکمل هم دارند نه متضاد هم. یعنی در درک یک «مکاشفه خاص»، ابتدا یک «مکاشفه عام» شرایط را فراهم می‌کند و پس از رخ دادن یک «مکاشفه خاص» نیز، شرایط بعدی برای رخ دادن یک «مکاشفه عام»، دست خوش تغییر می‌شود.
به گفته دومیترو استانیلوئه (یک کشیش مسیحی ارتدکس رومانیایی که متخصص الهیات بود)، موضع کلیسای ارتدکس شرقی (یکی از سه شاخهٔ اصلی مسیحیت) در تعریف «مکاشفه عام» و «مکاشفه خاص» در تضاد کامل با الهیات پروتستان (شاخه‌ای از مسیحیت) و کاتولیک (بزرگ‌ترین شاخه از کلیسای مسیحی) قرار دارد. این موضوع تفاوت آشکار بین «مکاشفه عام» و «مکاشفه خاص» را نشان می‌دهد. این مساله نشان می‌دهد که آموزه‌های حاصل از یک «مکاشفه خاص» در وحدت کامل با بقیه موضوعات پیرامونش قرار دارد. اما در یک «مکاشفه عام» امکان وجود نقصان و اختلاف وجود دارد و ممکن است یک «مکاشفه عام» به تنهایی برای رستگاری کافی نباشد. دومیترو استانیلوئه توضیح می‌دهد که در مسیحیت ارتدکس هیچ فرقی بین «مکاشفه عام» و «مکاشفه خاص» نیست و هر مکاشفه‌ی فراطبیعی‌ای که صرفاً برای اشخاص رخ دهد می‌تواند مبنای پیدایش یک دین یا یک فرقه جداگانه باشد.
«مکاشفه مستمر» یا قرارگیری شخص در یک جریان دايم از اطلاعات یزدانی، یک مقام الهی است که در آن خداوند همچنان به بیان اصول یا احکام الهی برای بشریت ادامه می‌دهد.
در قرن بیستم، اگزیستانسیالیست‌های مذهبی ادعا کردند که مکاشفه به خودی خود هیچ چیز خاصی نیست، بلکه خداوند یا نیرویی والاتر از طریق تماس با برخی مردم، حضور خود را اعلام می‌کند. از دیدگاه اگزیستانسیالیست‌ها، مکاشفه یا نتایج حاصل از آن پاسخی است که ذهن انسانی در برخورد با یک جریان یزدانی از خود بروز می‌دهد که نحوه پاسخ هر فرد به درخواست خداوند را نشان می‌دهد.
فیلسوف فریدریش نیچه در مورد تجربه شخصی خود از الهام و تعریف خود از «ایده مکاشفه» در اثر خود اینک انسان می‌نویسد:

آیا کسی در پایان قرن نوزدهم تعریف متمایزی از آنچه شاعران دوران کهن از کلمه الهام فهمیده‌اند، دارد؟ اگر نه، پس من آن را شرح خواهم داد. کسی که کوچکترین عقیده‌ای به خرافات در او باشد، به سختی می تواند ایده‌هایی چون حلول خداوند در بشر، سخن گفتن خداوند از دهان بشر و یا واسطه یک قدرت قادر مطلق شدن برای بشریت را، کاملاً کنار بگذارد. مکاشفه، یعنی اتفاقی که یک فرد عمیقاً متشنج و ناآرام را ناگهان با یقین و دقت وصف‌ناپذیری قابل مشاهده و شنیدنی می‌کند — در واقع آن فرد شروع به توصیف یک واقعیت ساده می‌کند. یکی می‌شنود — یکی علاقه‌ای ندارد. یکی مطلب را سریع می‌گیرد — نمی‌پرسد چه کسی این را می‌دهد: یک فکر ناگهان مانند برق به ذهن فرد می‌رسد، به ناچار و بی‌وقفه می‌آید، بدون تزلزل — من هرگز در اینگونه موارد چاره‌ای نداشته‌ام.

### مکاشفه جمعی

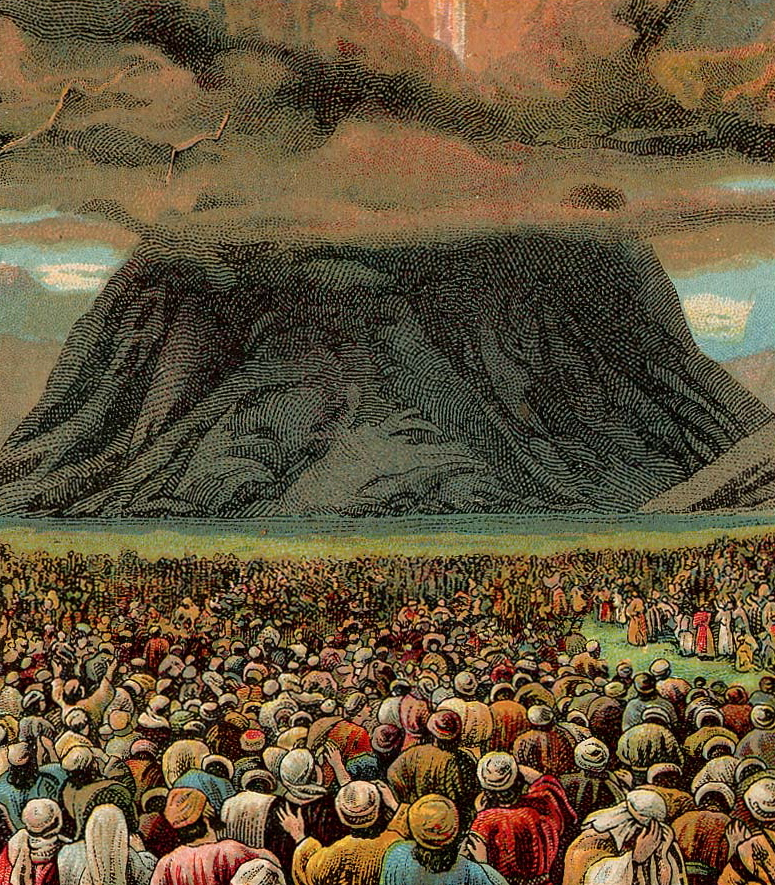
«مکاشفه جمعی» انبوهی از مردم که در کوه هورِب (کوهی که در آنجا به موسی الهام می‌شد) گرد هم آمده‌اند. تصویر برگرفته از کتاب مقدس مسیحیان، منتشر شده توسط انتشارات پراویدنس لیتوگراف، ۱۹۰۷.

برخی از گروه‌های مذهبی بر این باورند که خدایی وجود دارد که بر مردم نازل شده یا با گروه بزرگی از مردم صحبت می‌کند و یا افسانه‌هایی مشابه را تعریف می‌کنند. در کتاب سفر خروج (دومین کتاب مقدس در مسیحیت)، گفته می‌شود که خداوندگاری به نام یهوه، دستورهای مذهبی را تحت موضوع ده فرمان در کوه سینا به قوم بنی‌اسرائیل الهام کرده است. در مسیحیت، کتاب اعمال رسولان (یکی از قسمتهای عهد جدید) روز پنطیکاست (روز نزول روح‌القدس بر حواریون) را توصیف می‌کند که در آن روز روح‌القدس به شکل آتش بر شاگردان عیسی نازل شد و آنها شروع به دریافت مطالبی الهی کرده و مکاشفه‌ای جمعی را تجربه کردند. یا به طور مثال، مردم سرخسپوست قوم لاکوتا بر این باورند که زنی به نام «Ptesáŋwiŋ» در مکاشفه‌ای مستقیم با یک نیروی والاتر قرار داشته و با مردم در مورد پایه‌های اساسی و سنت‌های مهم مذهب لاکوتا صحبت می‌کرده است. لازم به ذکر است که نام «Ptesáŋwiŋ» به معنی «دوشیزه بوفالو سفید» یا «زنی با لباسی از پوست بوفالو سفید»، یک زن مقدس سرخسپوست است که از ناشناخته آمده و پیامدهای «مکاشفه خاص» او منجر به پیدایش مذهب لاکوتا شده است و از او در قوم سرخپوست لاکوتا، به عنوان پیامبری بسیار والامقام و پیامبر اولشان یاد می‌شود. در مبحث اسطوره‌شناسی آزتک، افسانه‌های آزتکی زیادی با روایت‌هایی مختلف تعریف شده که در برخی از آن‌ها آمده است که اویتسیلوپوچتلی (خداوندگار خورشید و جنگ) به محض ورود مردم آزتک به منطقه آناهواک (منطقه باستانی مکزیک)، به طور مستقیم با مردم صحبت می‌کرده است. از نظر تاریخی، برخی از امپراطوران، رهبران فرقه‌ها و دیگر شخصیت‌های معنوی برجسته تاریخ، ارتباطی خداگونه داشته‌اند و به گونه‌ای از آن‌ها یاد می‌شود که گویی سخنان آنها خود وحی بوده است.

## روش‌ها

### کلامی
برخی معتقدند که خدا می تواند با انسان به گونه ای ارتباط برقرار کند که محتوای مستقیم و گزاره ای داشته باشد: به این حالت وحی کلامی گفته می شود. یهودیت ارتدکس و برخی اشکال مسیحیت معتقدند که پنج کتاب اول موسی توسط خدا به گونه‌ای به وی دیکته شده است.

### گزاره غیر کلامی
در این شیوه مکاشفه به صورت غیر کلامی و غیر لفظی صورت می‌گیرد اما ممکن است دارای محتوای گزاره‌ای هم باشد. در حال تغیر کلامی پیام‌های خدا به افراد الهام می‌شد اما نه به صورت کلامی.

## ادیان وحیانی
ادیان وحیانی دارای متون دینی هستند که به صورت الهی یا ماوراء طبیعی نازل شده و یا آنها را الهام گرفته شده می‌دانند. برای مثال، یهودیان ارتدکس، مسیحیان و مسلمانان معتقدند که تورات در کوه سینا از جانب خدا دریافت شده است.

### اسلام

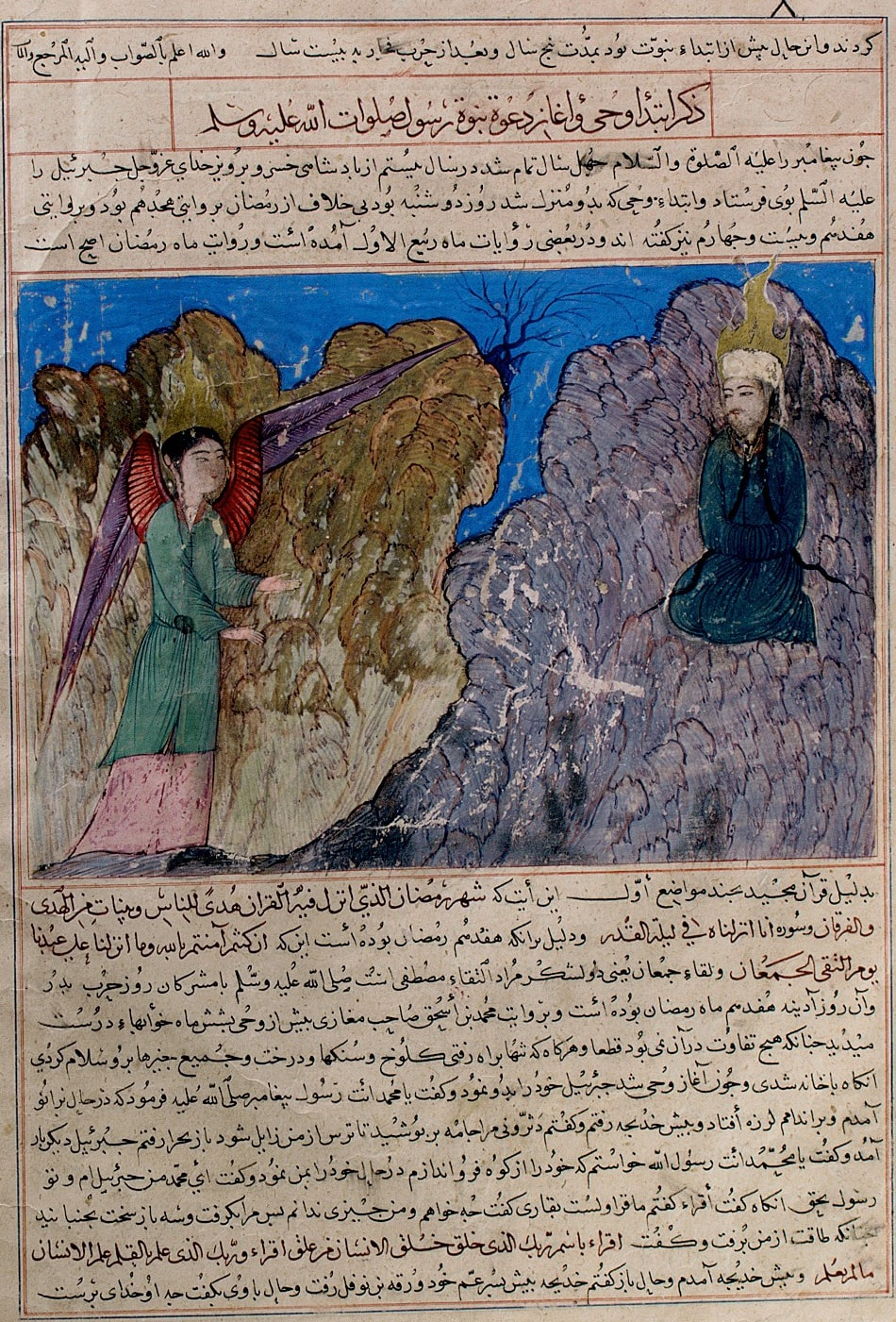
دعوت محمد به نبوت و اولین وحی؛ برگی از نسخه‌ای از مجمل التواریخ و القصص، c. ۱۴۲۵، تیموریان، از هرات افغانستان.

مسلمانان معتقدند که خداوند (به عربی: «ألله») پیام نهایی خود را از طریق محمد و از طریق فرشته جبرئیل به همه هستی نازل کرده است. مسلمانان محمد را پایان دهنده پیامبران می‌دانند و به او لقب خاتم‌الانبیا داده‌اند و معتقدند کتاب آسمانی قرآن، آخرین وحی بی‌عیب و نقص خداوند برای بشریت است که تا روز قیامت معتبر است. قرآن مدعی است که کلمه به کلمه و حرف به حرف نازل شده است.
مسلمانان بر این باورند که پیام اسلام همان پیامی است که از زمان حضرت آدم توسط همه رسولان خدا برای بشریت فرستاده شده است. مسلمانان بر این باورند که اسلام از قدیمی‌ترین ادیان توحیدی است زیرا نمایانگر وحی اصلی و نهایی خداوند بر ابراهیم، موسی، داوود، عیسی و محمد است. به همین ترتیب، مسلمانان معتقدند که هر پیامبری در زندگی خود وحی دریافت کرده است، زیرا هر پیامبری از سوی خداوند برای هدایت بشر فرستاده شده است. نقش عیسی در این دیدگاه بسیار مهم است، زیرا او وحی را در دو جنبه دریافت کرده است، مسلمانان معتقدند که او انجیل را موعظه می‌کرده در حالی که تورات نیز از طرف خداوند به او تعلیم داده شده است.
بر اساس روایات اسلامی، محمد از سن ۴۰ سالگی شروع به دریافت وحی کرده است و اطلاعات از طریق فرشته‌ای به نام جبرئیل در ۲۳ سال بقیه عمرش تحویل او داده می‌شده است. محتوای این مکاشفه‌های محمد، که به قرآن معروف است، توسط پیروانش ضبط و مصادره شد و اندکی پس از مرگش از طریق ده‌ها حافظ و همچنین با جمع کردن برگه‌ها یا نسخه‌های مخفی مختلف در یک جلد جمع‌آوری شد. در الهیات مسلمانان، محمد از نظر اهمیت با سایر پیامبران خدا یکسان شمرده می‌شود و ایجاد تمایز در میان پیامبران گناه محسوب می‌شود، زیرا خود قرآن برابری را بین پیامبران خدا اعلام می‌کند.
بسیاری از علما بین وحی و مکاشفه تمایز قائل شده‌اند. از دیدگاه الهیات اسلامی، هر فرد واجد شرایطی می‌تواند از راه مکاشفه اطلاعاتی دریافت کند. منظور از مکاشفه این است که خداوند به انسان الهام می‌کند تا عملی را انجام دهد، در مقابل وحی فقط مختص پیامبران بوده است. مادر موسی، یوکابد، نمونه‌ای بارز از الهام گرفتن برای فرستادن موسی نوزاد در گهواره به پایین رود نیل، است که مکرراً در منابع مختلف ذکر شده است، همانطور که هاجر در جستجوی آب برای اسماعیل نوزاد بود.